# Рузняев, Алексей Николаевич
Алексей Николаевич Рузняев (14 марта 1910, Канадей, Симбирская губерния — 12 октября 1979, Куйбышев) — подполковник Советской Армии, участник Великой Отечественной войны, Герой Советского Союза (1943).

## Биография
Алексей Рузняев родился 14 марта 1910 года в селе (Канадей) Мордовский Канадей (ныне — Николаевский район Ульяновской области). После окончания неполной средней школы и учительских курсов работал учителем. В 1932 году Рузняев был призван на службу в Рабоче-крестьянскую Красную Армию. В 1937 году он окончил курсы младших лейтенантов, в 1942 году — курсы «Выстрел». С лета 1942 года — на фронтах Великой Отечественной войны.
К сентябрю 1943 года гвардии капитан Алексей Рузняев командовал батальоном 200-го гвардейского стрелкового полка 68-й гвардейской стрелковой дивизии 40-й армии Воронежского фронта. Отличился во время битвы за Днепр. 24 сентября 1943 года батальон Рузняева переправился через Днепр в районе села Балыко-Щучинка Киевской области Украинской ССР и принял активное участие в боях за захват и удержание плацдарма на его западном берегу, отразив в общей сложности 22 вражеские контратаки. В тех боях Рузняев всегда находился на передовой, сам был ранен, но продолжал сражаться, пока не получил второе, тяжёлое ранение.
Указом Президиума Верховного Совета СССР от 13 ноября 1943 года за «успешное форсирование реки Днепр, прочное закрепление плацдарма на западном берегу реки Днепр и проявленные при этом отвагу и геройство» гвардии капитан Алексей Рузняев был удостоен высокого звания Героя Советского Союза с вручением ордена Ленина и медали «Золотая Звезда».
После окончания войны Рузняев продолжил службу в Советской Армии. В 1956 году в звании подполковника он был уволен в запас. Проживал и работал в Куйбышеве. Активно занимался общественной деятельностью. Умер 12 октября 1979 года, похоронен на Рубёжном кладбище Самары.
Был также награждён орденами Красного Знамени и Красной Звезды, рядом медалей.